# Khemis Miliana
Khemis Miliana là một đô thị thuộc tỉnh Aïn Defla, Algérie. Dân số thời điểm năm 2002 là 74.349 người.